# Rhinella yunga
Rhinella yunga es una especie de anfibio anuro de la familia Bufonidae.

## Distribución geográfica
Esta especie es endémica de Perú. Se encuentra en las regiones de Pasco y Junín.

## Descripción
Los 3 especímenes de machos adultos observados en la descripción original miden de 57 a 59 mm de longitud estándar y la espécimen hembra adulta observada en la descripción original mide 65 mm de longitud estándar.

## Etimología
El nombre de la especie le fue dado en referencia al lugar de su descubrimiento, Yunga.

## Publicación original
- Moravec, Lehr, Cusi, Córdova & Gvoždík, 2014: A new species of the Rhinella margaritifera species group (Anura, Bufonidae) from the montane forest of the Selva Central, Peru. ZooKeys, n.º 371, p. 35–56[3]